# Кан, Владимир Андреевич
Владимир Андреевич Кан (19 февраля 1904, село Красное Село, Южно-Уссурийский уезд, Приморская область, Российская империя — 9 октября 1975, посёлок 1 мая, Чиилийский район, Кзыл-Ординская область, Казахская ССР) — бригадир колхоза «Гигант» Чиилийского района Кзыл-Ординской области, Казахская ССР. Герой Социалистического Труда (1950).

## Биография
Родился в 1908 году в селе Красное Село Южно-Уссурийского уезда (сегодня — Хасанский район). В 1921 году окончил начальную школу, после которой помогал своему отцу в личном хозяйстве в деревне Гоголевка Калининского района. В 1929 году вступил в колхоз «Красная нива» Калининского района. Трудился бригадиром до 1933 года, затем до 1937 года — бригадир колхоза «Свободный труд» Красноармейского района с усадьбой в селе Лукьяновка.
После депортации корейцев был определён на спецпоселение в Чиилийский район Кзыл-Ординской области, Казахская ССР. Работал разнорабочим в колхозе «Гигант» Чиилийского района, позднее был назначен бригадиром механизированной бригады колхоза «Гигант» Чиилийского района. С 1943 года член ВКП(б).
В 1949 году бригада под руководством Владимира Кана собрала в среднем по 20,5 центнеров риса с каждого гектара на участке площадью 84,5 гектаров. Указом Президиума Верховного Совета СССР от 21 июня 1950 года удостоен звания Героя Социалистического Труда за «получение высоких урожаев риса при выполнении колхозом обязательных поставок и контрактации по всем видам сельскохозяйственной продукции, натуроплаты за работу МТС в 1949 году и обеспеченности семенами всех культур в размере полной потребности для весеннего сева 1950 года» с вручением ордена Ленина и золотой медали «Серп и Молот» (№ 5123).
Неоднократно избирался депутатом Чиилийского районного Совета депутатов трудящихся. Участвовал во Всесоюзной выставке ВДНХ.
С сентября 1968 года — персональный пенсионер союзного значения.
Погиб в октябре 1975 года во время автомобильной катастрофы. Похоронен на кладбище бывшего колхоза «Гигант» Чиилийского района.
Награды
- Герой Социалистического Труда
- Орден Ленина
- Медаль «За доблестный труд в Великой Отечественной войне 1941—1945 гг.» (09.05.1945)